# 支墩坝

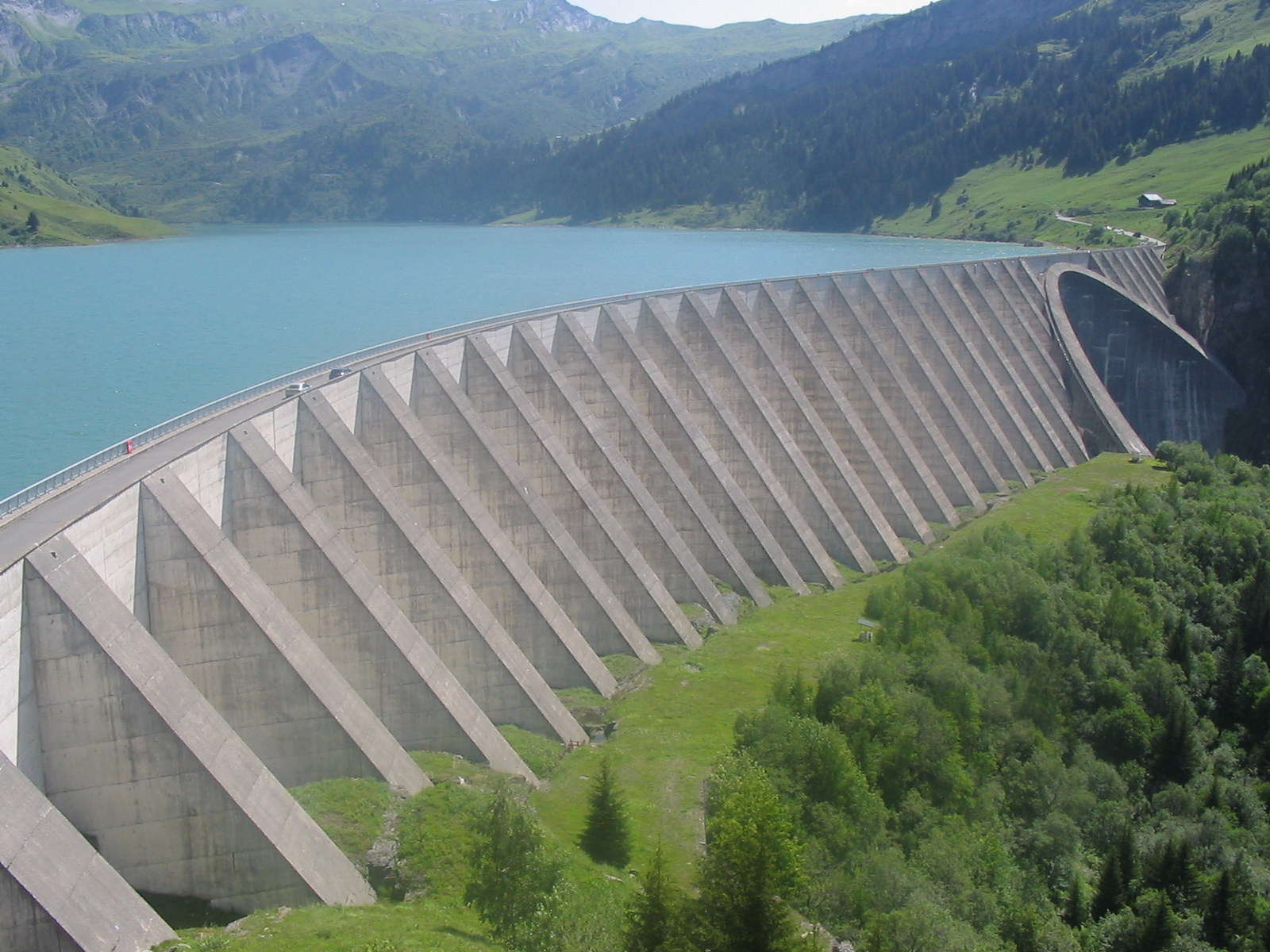
法国Roselend Dam

支墩坝是一种坝型，迎水面坝体被背水面的支墩所支撑。面板直接承受上游水压力和泥沙压力等荷载，通过支墩将荷载传给地基。
支墩坝适合于宽谷、基岩暴露少的地方。
大头坝（massive head buttress dam）面板由支墩上游部分扩宽形成，称为头部。相邻支墩的头部用伸缩缝分开，为大体积混凝土结构。
古罗马就有了支墩坝。20世纪前期，平板支墩坝在美国流行。
1968年加拿大修建的马尼克五级连拱坝，坝高214米，是当前世界上最高的支墩坝。1975年巴西和巴拉圭修建的伊泰普水电站大头坝，坝高196米，是当前世界上最高的大头坝。1948年阿根廷建造了艾斯卡巴坝，坝高83米，是当前世界上最高的倾斜盖面平板坝。苏联修建了一些土基上的溢流平板坝。
中国建造的支墩坝有：1956年建成的梅山连拱坝，坝高88.24米。1958年建成的金江平板坝，坝高54米。1960年建成的新丰江大头坝，坝高105米。1980年建成的湖南镇梯形坝，坝高129米，是中国最高的支墩坝。

## 日本的支墩壩
| 所在地                     | 水系名   | 一次 支流名 （主流） | 二次 支流名 | 三次 支流名 | 壩名                 | 壩高 (m) | 總儲 水量 （千m3） | 管理單位               | 備註                                 |
| -------------------------- | -------- | -------------------- | ----------- | ----------- | -------------------- | -------- | ------------------ | ---------------------- | ------------------------------------ |
| 北海道函館市赤川町         | 龜田川   | 笹流川               | －          | －          | 笹流壩               | 25.3     | 607                | 函館市企業局上下水道部 | 土木學會選獎土木遺產                 |
| 新潟縣中魚沼郡津南町結東   | 信濃川   | 中津川               | －          | －          | 高野山壩             | －       | －                 | 東京電力               | 已改建                               |
| 群馬縣利根郡片品村東小川   | 利根川   | 片品川               | 大瀧川      | 丸沼        | 丸沼壩               | 32.1     | 13,600             | 東京電力               | 土木學會選獎土木遺產、重要文化財     |
| 長野縣小諸市南城           | 千曲川   | －                   | －          | －          | 小諸發電所第一調整池 | －       | －                 | 東信電氣               | 已崩毀                               |
| 富山縣富山市本宮           | 常願寺川 | 牛首谷川             | －          | －          | 真川壩               | 19.1     | 48                 | 北陸電力               | 土木學會選獎土木遺產                 |
| 富山縣富山市水須           | 常願寺川 | 小口川               | マッタテ川  | －          | 真立壩               | 21.8     | 26                 | 北陸電力               | 土木學會選獎土木遺產                 |
| 鳥取縣八頭郡智頭町蘆津     | 千代川   | 北股川               | －          | －          | 三瀧壩               | 23.8     | 276                | 中國電力               | 土木學會選獎土木遺產                 |
| 岡山縣苫田郡鏡野町上齋原   | 吉井川   | 恩原川               | －          | －          | 恩原壩               | 24.0     | 2,946              | 中國電力               | 土木學會選獎土木遺產、登錄有形文化財 |
| 岡山縣苫田郡鏡野町奥津川西 | 吉井川   | －                   | －          | －          | 奧津發電所調整池     | 14.0     | 8.69               | 中國電力               | 登錄有形文化財                       |